# Trucidophora
Trucidophora is een geslacht van insecten uit de familie van de Bochelvliegen (Phoridae), die tot de orde tweevleugeligen (Diptera) behoort.

## Soorten
- T. camponoti (Brown, 1988)
- T. ewardurskae (Disney, 1990)